# Incendio del Reichstag
L'incendio del Reichstag fu un incendio doloso al palazzo del Reichstag a Berlino avvenuto il 27 febbraio 1933. L'evento è considerato cruciale per l'affermazione del nazionalsocialismo in Germania.

## Svolgimento degli eventi
Alle 21:14 della sera del 27 febbraio 1933 una stazione dei pompieri di Berlino ricevette l'allarme che il palazzo del Reichstag, sede del Parlamento tedesco, stava bruciando. L'incendio sembrò essersi originato in diversi punti, e quando arrivarono la polizia ed i pompieri, una grossa esplosione aveva mandato in fiamme l'aula dei deputati. Alla ricerca di indizi, la polizia trovò Marinus van der Lubbe, mezzo nudo, che si nascondeva dietro l'edificio.
Adolf Hitler ed Hermann Göring arrivarono poco dopo, e quando fu loro mostrato Van der Lubbe, un lavoratore olandese invalido indicato come simpatizzante comunista, Göring dichiarò immediatamente che il fuoco dovesse esser stato appiccato dai comunisti e fece arrestare i capi del partito. Inoltre vennero arrestati e processati i comunisti bulgari Georgi Dimitrov, Blagoj Popov e Vasil Tanev. Hitler si avvantaggiò della situazione per dichiarare lo stato di emergenza ed incoraggiare il vecchio presidente Paul von Hindenburg a firmare il decreto dell'incendio del Reichstag, che aboliva la maggior parte dei diritti civili forniti dalla costituzione del 1919 della Repubblica di Weimar.
Secondo la polizia, Van der Lubbe aveva sostenuto di aver appiccato il fuoco per protestare contro il sempre maggiore potere dei nazionalsocialisti. Sotto tortura, il comunista olandese, mentalmente squilibrato, confessò ulteriori dettagli, e fu portato in giudizio unitamente ai leader del Partito Comunista all'opposizione.
Gli storici generalmente concordano che Van der Lubbe, talvolta descritto come un mezzo matto o un provocatore, fu in qualche modo coinvolto nell'incendio del Reichstag. Tuttavia, l'estensione del danno rende molto improbabile che costui avesse agito da solo (qualora fosse stato coinvolto). Considerando la velocità con cui il fuoco invase l'edificio, è quasi certo che una sola persona non avrebbe potuto appiccare un incendio di così vaste proporzioni, e così repentinamente letale, tanto da essere stato certamente pianificato in anticipo; la reputazione di Van der Lubbe di essere uno sciocco assetato di fama ed i commenti oscuri di alcuni ufficiali nazisti, oltre a numerosi altri fatti, fanno dunque ritenere alla grande maggioranza degli studiosi che la gerarchia nazista fosse coinvolta nella vicenda, al fine di ottenerne quel guadagno politico che avrebbe cambiato il destino dell'Europa, e che in effetti ottennero.
Con i propri capi in prigione e senza accesso alla stampa, i comunisti vennero pesantemente sconfitti alle successive elezioni, ed a quei deputati comunisti (ed anche ad alcuni socialdemocratici) che furono eletti al Reichstag non fu permesso, dalle SA, di prendere il loro posto in parlamento. Hitler fu sospinto al potere con il 44% dei voti e costrinse i partiti minori a dargli la maggioranza dei due terzi per il suo decreto dei pieni poteri, che gli diede il diritto di governare per decreto e sospendere molte libertà civili.

## Processo di Lipsia
Al processo di Lipsia, celebrato otto mesi dopo, Van der Lubbe fu riconosciuto colpevole e condannato a morte, una condanna irrogata in seguito alla reintroduzione della pena capitale nell'ordinamento giuridico tedesco, avvenuta dopo l'incendio del Reichstag e dopo l'arresto del presunto autore. Fu decapitato il 10 gennaio 1934, tre giorni prima del suo venticinquesimo compleanno.
D'altra parte, in uno degli ultimi atti di uno Stato costituzionale, in quello stesso processo la corte del Reichsgericht assolse la dirigenza del Partito Comunista: cosa ancora più rimarchevole alla luce del fatto che il principale imputato, l'agente del Comintern Georgi Dimitrov, aveva sostenuto, in un clima politico di forti intimidazioni, che i comunisti erano estranei all'incendio e che legittimo era il sospetto che i veri colpevoli fossero Hitler, Goering e Goebbels. Questo fece infuriare Hitler, che decretò che, da quel momento in poi, il tradimento, assieme ad altri reati, sarebbe stato giudicato solamente dal neocostituito Volksgerichtshof (la "Corte del popolo"), che divenne tristemente noto per l'enorme numero di condanne a morte inflitte sotto la guida di Roland Freisler.
L'autodifesa di Dimitrov, intanto, veniva tradotta e diffusa in tutto il mondo (si veda il libro Il processo di Lipsia, Editori Riuniti), mentre in vari paesi inchieste indipendenti dimostravano che tutta la vicenda costituiva una montatura dei nazisti finalizzata a mettere fuori legge il Partito Comunista e perseguitarne i militanti. In effetti, nelle settimane successive, furono oltre quattromila i quadri del partito ad essere arrestati.
Nel suo saggio La banalità del male, Hannah Arendt riporta come Dimitrov, messo a confronto con Göring, riuscì a farsi scagionare per l'ottima dialettica che gli permise di dominare il dibattimento e di  scagionare tutti gli imputati tranne van der Lubbe. 
"Quella condotta gli meritò l'ammirazione di tutto il mondo, Germania compresa. In Germania è rimasto un solo uomo, -diceva la gente- ed è un bulgaro".

## Analisi storica
Testimone dell'incendio fu il giornalista USA William Shirer che in un suo libro sosterrà la tesi che neppure il processo di Norimberga è riuscito a svelare i mandanti e gli esecutori del tragico gesto. Anche se i nazisti favorino certamente l'operazione, tesi sostenute dagli storici Klaus Hildebrand e Michael Burleigh. 
Un altro storico, Joachim Fest condivise le conclusioni dello scrittore Fritz Tobias (1912-2011) che nel 1959-60 sullo Spiegel trattò la materia dell'incendio giungendo alla conclusione che l'olandese Lubbe fu senza dubbio l'unico responsabile.